# Eulepidotis transcendens
Eulepidotis transcendens là một loài bướm đêm trong họ Erebidae.